# 묘사
묘사(描寫)는 사물의 '어떠함'을 그리는 것으로, 대상의 빛깔, 감촉, 냄새, 소리, 맛 등의 특성을 그림을 그리듯 구체적으로 기술하는 방식이다. 묘사는 단순히 대상의 특성만 그리는 것이 아니라 인물이나 상황, 행동, 심리 등을 그릴 수 있다.
묘사에는 주관적 묘사와 객관적 묘사가 있는데 객관적 묘사는 "사자는 수컷이 몸길이 2.6-3.3m, 꼬리길이 70cm-105cm, 몸무게 160-280kg, 어깨높이는 0.9~1.1m에 이른다."와 같이 있는 그대로의 사실을 기술하는 것이고, 주관적 묘사는 "그의 얼굴은 해처럼 빛났다"처럼 주관적인 요소가 들어간 것이다.